# U.S. Route 97 (California)
La U.S. Route 97 o Ruta Federal 97 (abreviada US 97) es una autopista federal ubicada en el estado de California. La autopista inicia en el Oeste desde la I 5     en Weed hacia el Este en la US 97     en Klamath Falls. La autopista tiene una longitud de 87,5 km (54.364 mi).

## Mantenimiento
Al igual que las carreteras estatales, las carreteras interestatales, y el resto de rutas federales, la U.S. Route 97 es administrada y mantenida por el Departamento de Transporte de California por sus siglas en inglés Caltrans.

## Cruces
| Localidad | Miliario   | Destinos                                                               | Notas                                             |
| --- | ---------- | ---------------------------------------------------------------------- | ------------------------------------------------- |
| Weed | L0.00      | BL 5 sur (South Weed Boulevard)                                        | Continuación más allá de la I-5                   |
| Weed | L0.00      | I 5 – Redding, Portland                                                | Interchange; extremo sur de la I-5 Bus.           |
| Weed | L0.43 0.05 | SR 265 BL 5 norte (North Weed Boulevard) a I 5 norte – Yreka, Portland | Extremo norte de la I-5 Bus.; antigua US 99 norte |
| | 4.43       | CR A29 (Big Springs Road) – Lake Shastina                              |                                                   |
| |            | CR A12 (99–97 Cutoff) – Grenada, Yreka                                 |                                                   |
| Dorris | 50.89      | First Street, Main Street                                              |                                                   |
| | 53.81      | SR 161 – Tulelake                                                      |                                                   |
| | 54.09      | Frontera con Oregón                                                    | Frontera con Oregón                               |
| 1.000 mi = 1.609 km; 1.000 km = 0.621 mi Cerrada/Antigua • Terminal concurrente • Acceso incompleto • Propuesta/Sin abrir |            |                                                                        |                                                   |